# Color TV-Game
De Color TV-Game-serie (Japans: カラー テレビゲーム, Karā Terebi Gēmu) was een serie van spelcomputers uitgebracht door het bedrijf Nintendo. De opvolger van de Color TV-Game was de NES.
De eerste versie van de Color TV-Game werd op 1 juni 1977 uitgebracht. Alle uitvoeringen waren alleen verkrijgbaar in Japan. In totaal zijn er van de hele serie circa 3 miljoen exemplaren verkocht.
Het was de eerste echte spelcomputer ooit uitgebracht door Nintendo. De eerste versie bevatte zes ingebouwde spelletjes. Deze spelletjes waren allemaal variaties op het spel Pong. Met deze eerste versie konden geen spelcartridges afgespeeld worden.

## Afbeeldingen

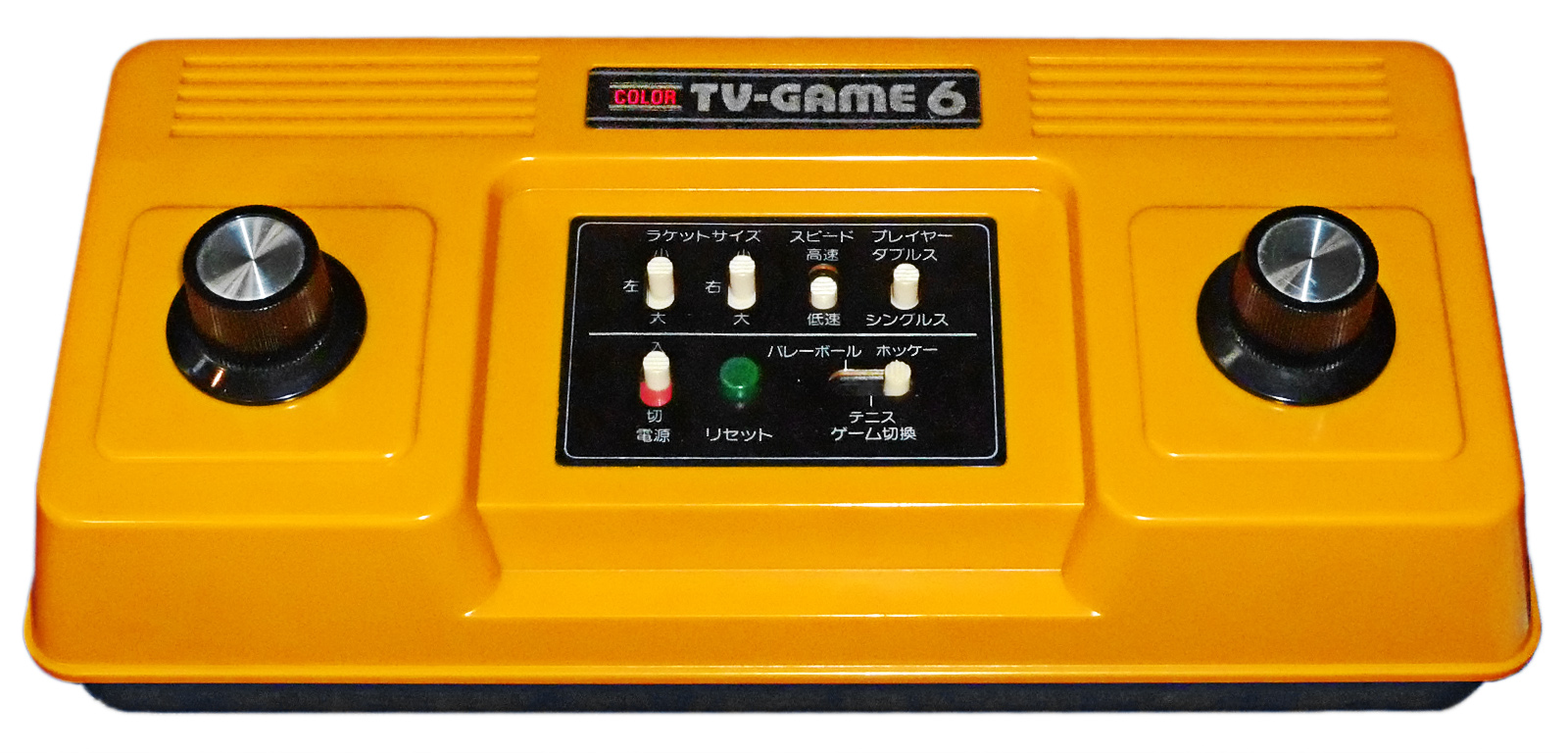
Color TV-Game 6 (model CTG-6V)
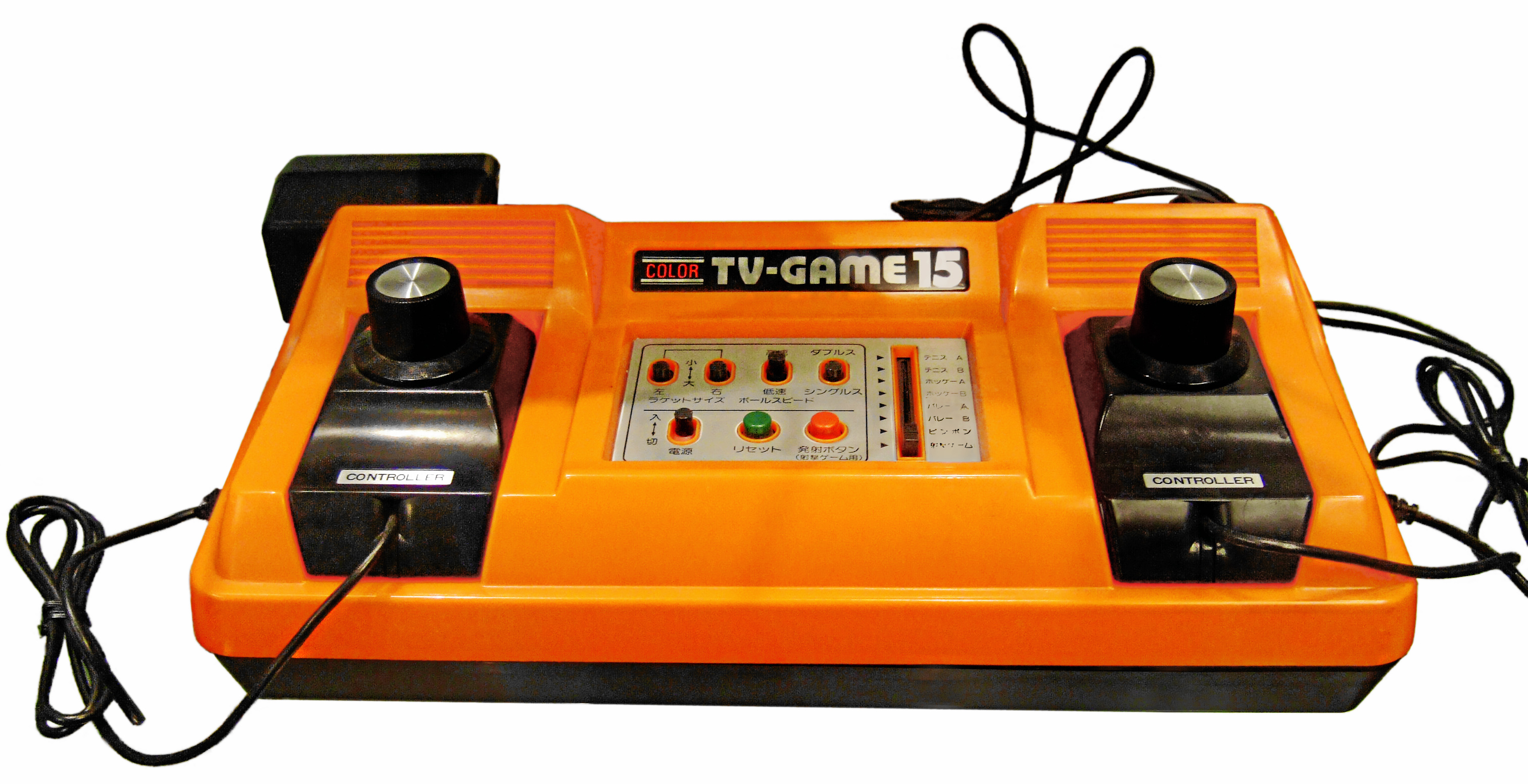
Color TV-Game 15 (model CTG-15S)
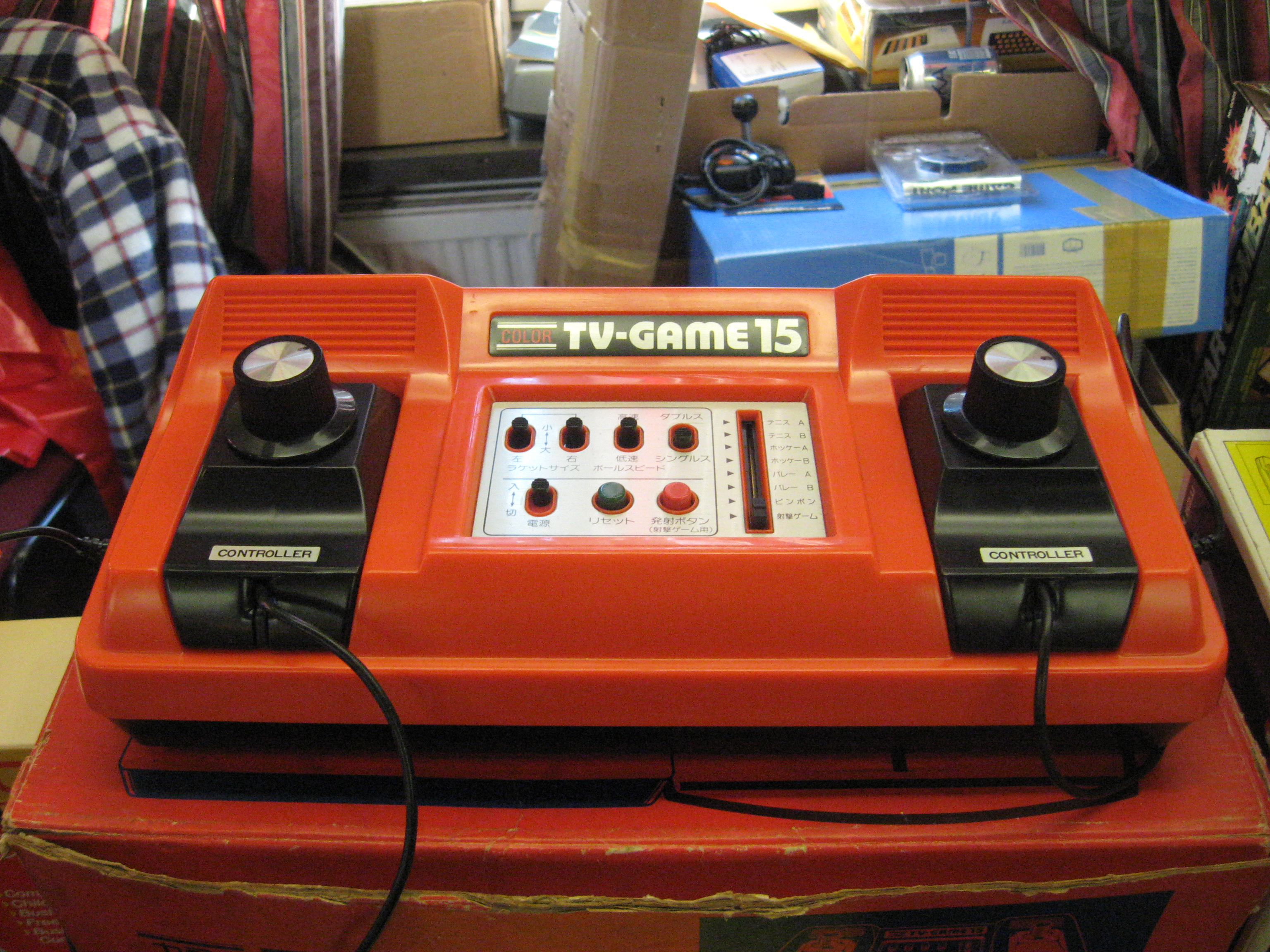
Color TV-Game 15 (model CTG-15V)
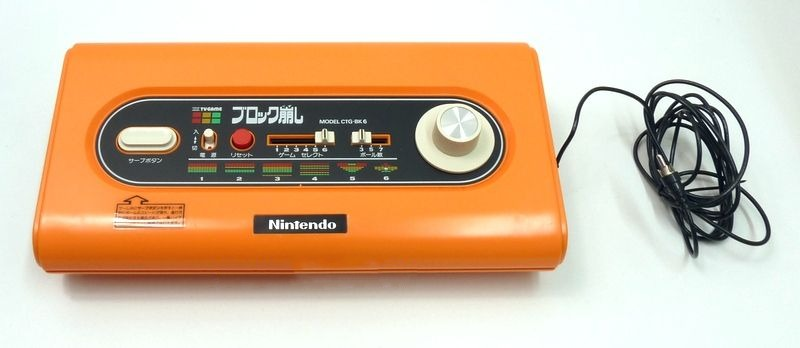
Color TV Block Kuzushi
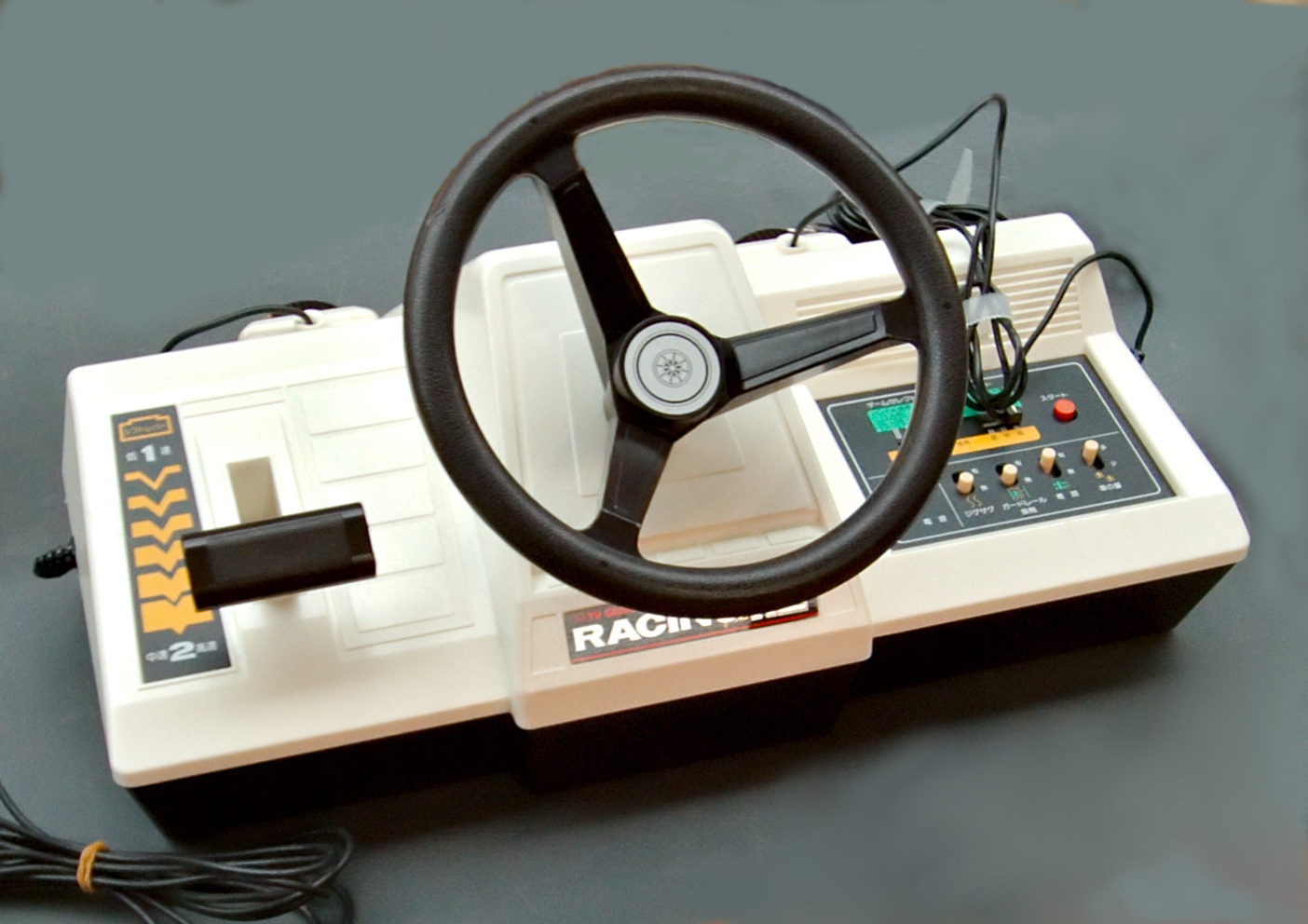
Color TV Racing 112
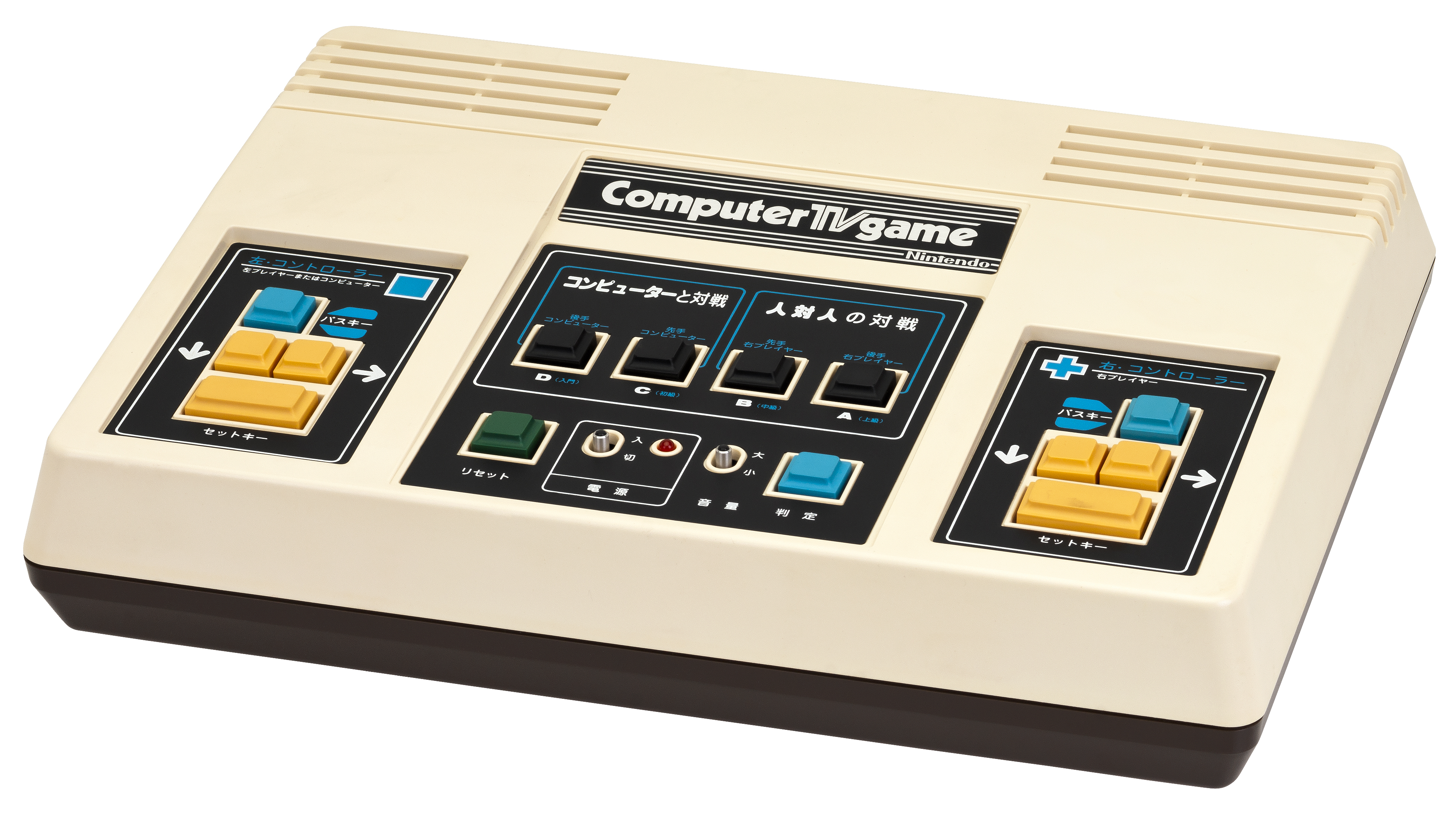
Computer TV game

Spelcomputers · Draagbare spelcomputers (Lijst van draagbare spelcomputers)